# Žákovice
Žákovice település Csehországban, Přerovi járásban. Žákovice Vítonice, Blazice, Dolní Nětčice, Horní Nětčice, Oprostovice, Radkova Lhota, Soběchleby és Bezuchov településekkel határos. Lakosainak száma 246 fő (2024. január 1.).

## Népesség
A település lakosságának változását az alábbi diagram mutatja:
| Lakosok száma | 334  | 345  | 406  | 339  | 248  | 206  | 213  | 239  | 239  | 246  |
|               | 1869 | 1900 | 1921 | 1961 | 1980 | 2011 | 2016 | 2019 | 2021 | 2024 |